# Stanisław Zagórny
Stanisław Zagórny (ur. 25 lutego 1941 r. w Bolesławcu) – polski socjolog, specjalizujący się w instytucjach społecznych i strukturze społecznej; nauczyciel akademicki związany z opolskimi szkołami wyższymi.

## Życiorys
Po ukończeniu liceum pedagogicznego podjął studia socjologiczne w Wyższej Szkole Pedagogicznej w Opolu, które ukończył w 1967 magisterium. jeszcze przed zakończeniem studiów został zatrudniony na opolskiej WSP jako asystent. Stopień naukowy doktora nauk humanistycznych w zakresie socjologii uzyskał w 1975 w Wydziale Filologiczno-Historycznym swojej macierzystej uczelni. W 1993 Rosyjska Akademia Nauk nadała mu stopień naukowy doktora habilitowanego, który został zatwierdzony w Polsce w 1994.
Z Wyższą Szkołą Pedagogiczną w Opolu (od 1994 Uniwersytetem Opolskim) był związany do 1998, pełniąc również szereg istotnych funkcji organizacyjnych, w tym kierownika Zakładu Metodologii i Badań Społecznych, zastępcy dyrektora Instytutu Nauk Społeczno-Politycznych, prodziekana Wydziału Historyczno-Pedagogicznego (1995-1998) oraz kierownika Zakładu Socjologii.
W 1998 zatrudnił się w Katedrze Nauk Humanistycznych, a następnie Instytucie Wychowania Fizycznego Politechniki Opolskiej. W latach 1998–2005 pełnił funkcję prodziekana do spraw nauki, a następnie dziekana nowo powstałego Wydziału Wychowania Fizycznego i Fizjoterapii PO.
Jest członkiem Polskiego Towarzystwa Socjologicznego, będąc w latach 1975–1980 przewodniczącym jego oddziału w Opolu. Poza tym jest kierownikiem Zakładu Badań Systemów Społecznych przy Wydziale Politologii Wyższej Szkoły Zarządzania i Administracji w Opolu.

## Dorobek naukowy i odznaczenia
Zainteresowania naukowe Stanisława Zagórnego związane są z szeroką pojętą socjologią, a w szczególności dotyczą zagadnień związanych z socjologią ogólną, socjologią pracy i przemysłu, socjologią wsi i miast, socjologią kultury, metodologią badań socjologicznych. Wypromował jak dotychczas ponad 120 magistrów i 2 doktorów. Jego dorobek naukowy liczy ponad 50 prac naukowych, w tym 5 pozycji zwartych (książek). Do ważniejszych jego publikacji należą: 
- Przemiany społeczne. Poszukiwanie nowego stylu życia, Opole 2004, pod red.
- Kultura fizyczna jako element nowego stylu życia, Opole 2006, pod red.

W uznaniu swoich zasług otrzymał liczne nagrody i wyróżnienia, w tym m.in. nagrody rektorów uniwersytetu i politechniki w Opolu, Medal "Zasłużony dla Województwa Opolskiego" oraz Złoty Krzyż Zasługi.